# Litsea chewii
Litsea chewii är en lagerväxtart som beskrevs av André Joseph Guillaume Henri Kostermans. Litsea chewii ingår i släktet Litsea och familjen lagerväxter. Inga underarter finns listade i Catalogue of Life.